# Squarepusher
Squarepusher, pseudonimo di Thomas Jenkinson (Chelmsford, 17 gennaio 1975), è un musicista britannico.
Autore di musica elettronica, specializzato nei generi Drum and bass e Acid house con importanti influenze Jazz, è considerato uno degli esponenti massimi della "drill'n bass", cioè una sorta di drum and bass fortemente influenzata da musica acid e arrangiamenti ambient noise.
Conosciuto e apprezzato per le sue evoluzioni ritmiche con il basso, attualmente incide per la Warp Records.

## Strumentazione
Squarepusher esegue e compone la propria musica con diversi hardware, tra cui riverberi King Tubby-style Spring, campionatori Akai, (S950 per i primi lavori, S6000 per i successivi) e un sintetizzatore Roland TB-303.

Il suo sito ufficiale cita i seguenti strumenti: 
Percussioni: batteria Ludwig-Musser, percussioni balinesi e uno xilofono.»
Sono da citare i bassi Fender e Warwick tra quelli recentemente utilizzati.

## Discografia

### Albums
- 1995 - Alroy Road Tracks (come "Duke of Harringay")
- 1996 - Feed Me Weird Things
- 1997 - Hard Normal Daddy
- 1997 - Big Loada
- 1997 - Burningn'n Tree
- 1998 - Music Is Rotted One Note
- 1998 - Buzz Caner (come "Chaos A.D.")
- 1999 - Budakhan Mindphone
- 1999 - Selection Sixteen
- 2001 - Go Plastic
- 2002 - Do You Know Squarepusher
- 2002 - Alive in Japan
- 2004 - Ultravisitor
- 2006 - Hello Everything
- 2008 - Just a Souvenir
- 2010 - Shobaleader One: d'Demonstrator
- 2012 - Ufabulum
- 2015 - Damogen Furies
- 2020 - Be Up a Hello

### EPs e Singoli
- 1994 - Crot (come "Tom Jenkinson")
- 1994 - Stereotype (come "Tom Jenkinson")
- 1995 - Conumber
- 1996 - Squarepusher Plays...
- 1996 - Bubble & Squeak (come "Tom Jenkinson")
- 1996 - Port Rhombus EP
- 1997 - Vic Acid
- 1999 - Maximum Priest E.P.
- 2001 - My Red Hot Car
- 2001 - Untitled
- 2004 - Square Window
- 2004 - Venus No. 17
- 2006 - Welcome to Europe
- 2009 - Numbers Lucent

### Remix
- 1996 - DJ Food - Scratch Yer Hed (Squarepusher Mix) (Refried Food e varie compilation della Ninja Tune)
- 1996 - Funki Porcini - Carwreck (Squarepusher Mix) (Carwreck EP)
- 1998 - East Flatbush Project - Tried By 12 (Squarepusher Mix) (Tried by 12 Remixes)
- 1999 - Psultan (Squarepusher Mix) (compilation Braindance)